# Сакамото Ері
Ері Сакамото (яп. 坂本襟; нар. 2 липня 1980, префектура Аоморі) — японська борчиня вільного стилю, бронзова призерка чемпіонату світу, срібна призерка чемпіонату Азії.

## Життєпис
Боротьбою почала займатися з 1996 року. 
Виступала за жіночий борцівський клуб коледжу Чукіо. Тренер — Кадзухіто Сакае.
Отримала вищу освіту в коледжі Чукіо і Хатінохеському технологічному інституті.

## Спортивні результати на міжнародних змаганнях

### Виступи на Чемпіонатах світу
| Змагання                        | Збірна | Вагова категорія          | Місце  |
| ------------------------------- | ------ | ------------------------- | ------ |
| Чемпіонат світу з боротьби 2005 | Японія | жіноча боротьба, до 67 кг | 7      |
| Чемпіонат світу з боротьби 2006 | Японія | жіноча боротьба, до 67 кг | Бронза |

### Виступи на Чемпіонатах Азії
| Змагання                       | Збірна | Вагова категорія          | Місце  |
| ------------------------------ | ------ | ------------------------- | ------ |
| Чемпіонат Азії з боротьби 2005 | Японія | жіноча боротьба, до 67 кг | Срібло |

### Виступи на Кубках світу
| Змагання                    | Збірна | Вагова категорія          | Місце |
| --------------------------- | ------ | ------------------------- | ----- |
| Кубок світу з боротьби 2003 | Японія | жіноча боротьба, до 67 кг | 8     |
| Кубок світу з боротьби 2004 | Японія | жіноча боротьба, до 67 кг | 5     |
| Кубок світу з боротьби 2005 | Японія | жіноча боротьба, до 67 кг | 5     |

### Виступи на інших змаганнях
| Змагання                  | Збірна | Вагова категорія          | Місце |
| ------------------------- | ------ | ------------------------- | ----- |
| Тестовий турнір FILA 2004 | Японія | жіноча боротьба, до 63 кг | 9     |

### Виступи на змаганнях молодших вікових груп
| Змагання                                      | Збірна | Вагова категорія          | Місце |
| --------------------------------------------- | ------ | ------------------------- | ----- |
| Чемпіонат світу з боротьби серед юніорів 2000 | Японія | жіноча боротьба, до 68 кг | 10    |